# 奥列霍沃-博里索沃南区
奥列霍沃-博里索沃南区（俄語：район Орехово-Борисово Южное）是莫斯科南行政区的一区，面积6.94平方公里，人口146,959人。多莫杰多沃站和贾布利科沃站位于此区内。它与比留廖沃东区、奥列霍沃-博里索沃北区、贾布利科沃区、布拉捷耶沃区和列宁区接壤。